# Теракт в Буэнос-Айресе (1992)
Теракт в Буэнос-Айресе в 1992 году — террористическая атака на посольство Израиля в Аргентине, произошедшая 17 марта 1992 года, совершённая исламистской вооружённой организацией «Хезболла» по заказу Ирана. В результате теракта погибли 29 человек и были ранены 242. Взрыв полностью разрушил здание посольства, расположенное на улице Арройо в Буэнос-Айресе.

## Взрыв
17 марта 1992 года близ здания посольства Израиля взорвалась бомба, заложенная в припаркованном автомобиле. В результате взрыва погибло 29 человек, 242 получили ранения. Ответственность за теракт впоследствии взяла на себя «Хезболла».

## Расследование
В январе 2014 года бывший посол Израиля в Аргентине Ицхак Авиран отметил, что аргентинские власти бездействовали, несмотря на то, что израильские спецслужбы смогли вычислить организаторов и исполнителей терактов. Он заявил: «Большей части тех, кто несёт за это ответственность, уже нет в живых, и мы сделали это сами».

## Вердикт
В апреле 2024 года суд пришёл к выводу, что теракт был исполнен Хезболлой по заказу Ирана, как месть за отмену Аргентиной сделки по предоставлению Ирану ядерных материалов и технологий. По сообщениям местной прессы, суд квалифицировал этот теракт как преступление против человечности, официально объявив Иран, как его заказчика, террористическим государством.

### Комментарии
1. ↑  «Хезболла» признана террористической организацией в Австралии, Австрии, Аргентине, Великобритании, Гватемале, Германии, Гондурасе, Израиле, Канаде, Колумбии, Литве, Нидерландах, Парагвае, Сербии, Словении, США, Чехии, Швейцарии, Эстонии. Военное крыло «Хезболлы» также признано террористической организацией в Европейском союзе, Новой Зеландии, Республике Косово и Франции.